# Institut de recherche en informatique de Toulouse

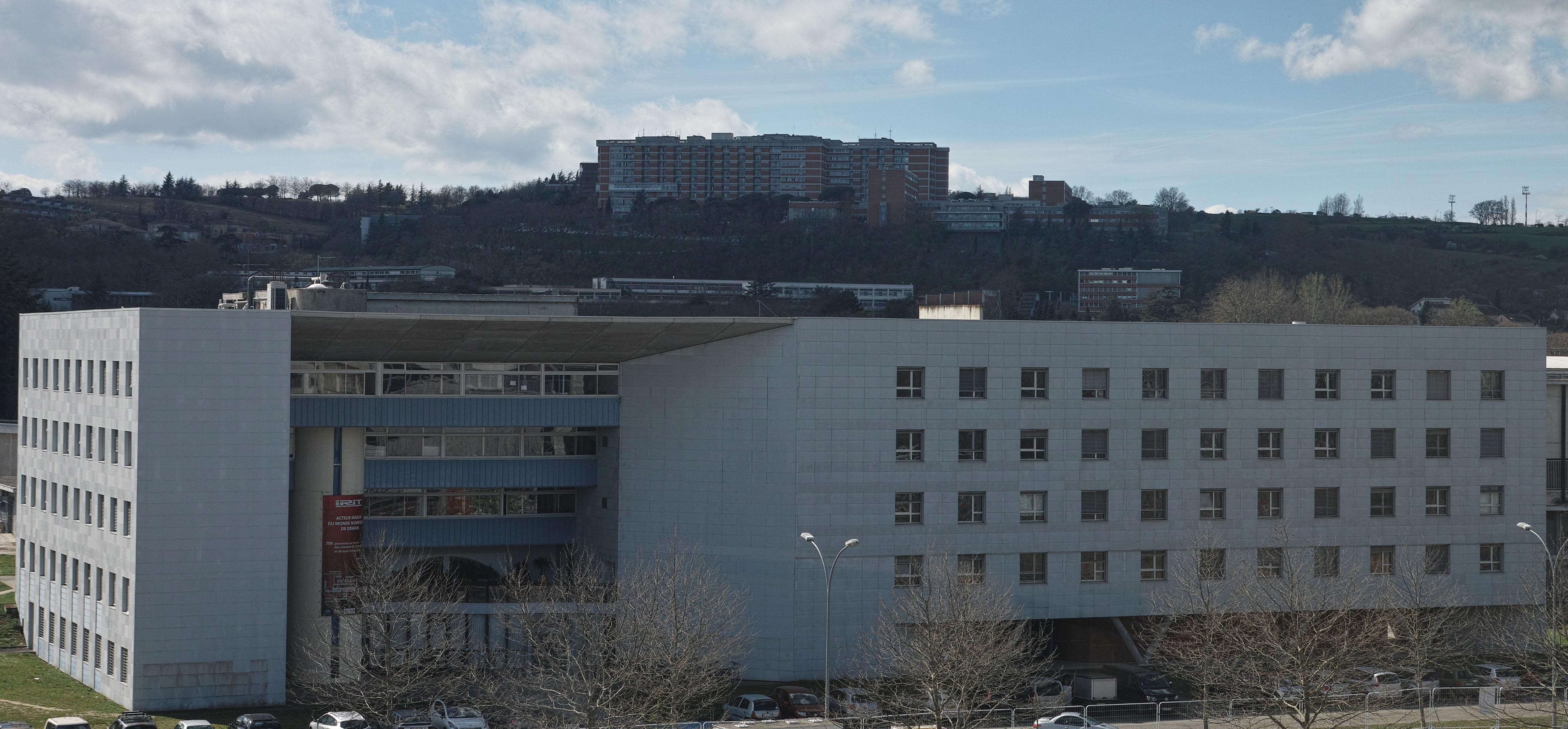
L'IRIT sur le campus de Rangueil

L'Institut de recherche en informatique de Toulouse (IRIT) est une unité mixte de recherche (UMR 5505) en France, dont le site principal est situé sur le campus de l'université Toulouse 3 - Paul-Sabatier dans le quartier de Rangueil à Toulouse, en Occitanie.

## Histoire
Il a été fondé en 1990 en partenariat entre l'Université Toulouse 3 - Paul-Sabatier (UT3), le Centre national de la recherche scientifique (CNRS), l'Institut national polytechnique de Toulouse et l’Université des Sciences Sociales de Toulouse (UT1) devenue en 2009 Université Toulouse 1 Capitole et en 2023 l'Université Toulouse Capitole (UT Capitole). Un nouveau partenaire a rejoint les tutelles initiales : l'Université de Toulouse-Le Mirail (Toulouse 2) appelée depuis 2015 l'Université Toulouse 2 Jean-Jaurès (UT2 ou UT2J).
Il est issu de la fusion de 2 URA (Unités de Recherche Associées) du CNRS et de l'Université Paul Sabatier (LSI : Langages et Systèmes Informatiques, dirigé par René Beaufils puis Jean Vignolle et CERFIA (Cybernétique des Entreprises, Reconnaissance des Formes et Intelligence), dirigé par Serge Castan et Guy Pérennou et du CIT (Centre Informatique de Toulouse) de l'Université Paul Sabatier, créé par Michel Laudet, une mise en commun de moyens de recherche souhaité par le conseil régional de Midi-Pyrénées. Il a été dirigé de 1990 à 1998 par Jean Vignolle, de 1998 à 2011 par Luis Fariñas del Cerro et de 2011 à 2020 par Michel Daydé. Depuis le 1er janvier 2021, Jean-Marc Pierson en est le directeur.
Depuis sa création, il a accueilli des équipes provenant de divers laboratoires des universités toulousaines.
Il réunit (Avril 2021) environ 600 membres et une centaine de collaborateurs extérieurs, dont 241 enseignants-chercheurs, 37 chercheurs, 205 doctorants, 13 post-doctorants, et 33 personnels administratifs et techniques (BIATSS). Pour ce qui est du nombre de chercheurs, l'IRIT est la plus importante UMR CNRS, ainsi que le plus grand institut de recherche français en informatique.

## Recherche

### Sujets scientifiques
Depuis janvier 2019, la recherche au sein de ce laboratoire se structure autour de cinq sujets scientifiques :
1. Conception et construction de systèmes (fiables, sûrs, adaptatifs, distribués, communicants, dynamiques…)
2. Modélisation numérique du monde réel
3. Concepts pour la cognition et l’interaction
4. Étude des systèmes autonomes adaptatifs à leur environnement
5. Passage de la donnée brute à l’information intelligible

### Domaines d’application stratégiques
- Santé, Autonomie, Bien-être
- Ville Intelligente
- Aéronautique, Espace, Transports
- Médias Sociaux, Écosystèmes Sociaux Numériques
- E-éducation pour l’Apprentissage et l’Enseignement
- Sécurité du Patrimoine et des Personnes

### Action stratégique
- Calcul, Masse de Données, IA

### Départements de recherche
D’un point de vue organisationnel, l'unité est structurée en sept départements de recherche regroupant les 24 équipes du laboratoire :
- ASR : Architecture, Systèmes, Réseaux (Équipes RMESS, SEPIA, SIERA, T2RS et TRACES)
- CISO : Calcul Intensif, Simulation, Optimisation (Équipes : APO et REVA)
- FSL : Fiabilité des Systèmes et des Logiciels (Équipes ACADIE, ARGOS, ICS et SM@RT)
- GD : Gestion des Données (Équipes : IRIS, PYRAMIDE et SIG)
- IA : Intelligence Artificielle (Équipes : ADRIA, LILaC et MELODI)
- ICI : Interaction, Intelligence Collective (Équipes : ELIPSE, SMAC et TALENT)
- SI : Signaux, Images (Équipes : MINDS, SAMoVA, SC, STORM[4])[5].